# Kilo (Automarke)
Kilo war eine britische Automarke.

## Markengeschichte
The Thousand Workshop aus Bodmin in der Grafschaft Cornwall unter Leitung von Dave Stiff war ein Spezialist für Morris Minor. Dort begann 1983 die Produktion von Automobilen und Kits. Der Markenname lautete Kilo. 1984 setzte B & S Horton aus Tintagel in Cornwall unter Leitung von Brian Horton die Produktion fort, die 1986 endete. Insgesamt entstanden etwa 14 Exemplare.

## Fahrzeuge
Das einzige Modell war der Sports. Dies war ein Roadster im Stile der 1930er Jahre. Die Basis bildete ein Leiterrahmen aus Stahl. Darauf wurde eine einteilige türlose Karosserie aus Fiberglas montiert. Der Vierzylindermotor vom Morris Minor trieb die Fahrzeuge an. Alternativ stand ein Motor von MG mit 1275 cm³ Hubraum zur Verfügung. Das Leergewicht betrug 595 kg.